# Criminal: France
Criminal: France est une série d'anthologie policière française créée par Kay Smith et Jim Field Smith, avec Nathalie Baye, Jérémie Renier et Sara Giraudeau. Les trois épisodes ont été réalisés par Frédéric Mermoud. 
Criminal: France s'inclut dans une série d'anthologies de douze épisodes, répartis dans quatre pays (trois épisodes par pays) et tournés en langues locales : la France, l'Espagne, l'Allemagne et le Royaume-Uni : Criminal: France, Criminal: Spain (en), Criminal: Germany (en) et Criminal: UK (en),. 

## Synopsis
Installés dans l'enceinte d'une salle d'interrogatoire,  des enquêteurs mettent leurs accusés à l'épreuve pour trouver les réponses dont ils ont besoin pour résoudre leurs affaires.

## Distribution

### Accusés
- Sara Giraudeau : Émilie Weber
- Nathalie Baye : Caroline Solal
- Jérémie Renier : Jérôme Lacombe

### Police
- Margot Bancilhon : Commandant Audrey Larsen
- Stéphane Jobert : Lieutenant Gérard Sarkissian
- Laurent Lucas : Capitaine Olivier Hagen
- Mhamed Arezki : Brigadier Omar Matif
- Anne Azoulay : Brigadier Laetitia Serra

## Épisodes
| No. | Titre    | Réalisation | Scénario | Diffusion         |
| --- | -------- | ----------- | -------- | ----------------- |
| 1 | Émilie   |             |          | 20 septembre 2019 |
| Émilie, survivante du massacre du Bataclan, est amenée à raconter son récit de l'attaque qui a tragiquement coûté la vie à son petit ami, mais les enquêteurs soupçonnent que son histoire ne soit pas vraie. |          |             |          |                   |
| 2 | Caroline |             |          | 20 septembre 2019 |
| Après un accident sur un chantier, les enquêteurs interrogent Caroline, la directrice de la construction, qui semble avoir plus d'antécédents avec la victime que ce que l'on sait.                           |          |             |          |                   |
| 3 | Jérôme   |             |          | 20 septembre 2019 |
| Avant l'aube, les enquêteurs sont amenés à interroger le directeur des ventes Jérôme, soupçonné d'avoir commis un crime de haine violent.                                                                     |          |             |          |                   |

## Production
Les douze épisodes sont tournés dans les studios européens de Netflix à Madrid. 

## Sortie
Criminal: France sort le 20 septembre 2019 sur Netflix.